# 福岡市立那珂小学校
福岡市立那珂小学校（ふくおかしりつ なかしょうがっこう）は、福岡県福岡市博多区那珂三丁目にある公立小学校。

## 沿革
- 1923年（大正12年） - 筑紫郡那珂尋常小学校として設立。
- 1925年（大正14年） - 筑紫郡那珂第二尋常高等小学校に改称。
- 1941年（昭和16年） - 国民学校令により筑紫郡那珂第二国民学校に改称。
- 1947年（昭和22年） - 学制改革により筑紫郡那珂第二小学校に改称。
- 1955年（昭和30年） - 那珂町が福岡市に編入されたことにより、福岡市立那珂第二小学校に改称。
- 1958年（昭和33年） - 福岡市立那珂小学校に改称。

## 学級
2016年度現在、通常学級30学級、特別支援学級（くすのき学級）2学級。
生徒数900名を超える大規模校である。

### 通学区域
博多区の以下の地区。
- 那珂２ - 3, 6丁目
- 東那珂1丁目、2丁目（一部）
- 竹下1 - 5丁目
- 半道橋1丁目、2丁目（一部）
- 博多駅南5丁目（一部）、6丁目（一部）
- 山王2丁目（一部）
- 東光寺町1, 2丁目

竹下駅の東側約600mの筑紫通り沿いに位置し、博多区中央部の那珂川右岸から国道3号福岡南バイパスの間の一帯を校区とする。
中学校は那珂中学校の校区となる。

### 校区内の主な施設
- 福岡市立那珂中学校
- ロイヤル本社
- 沖学園中学校・高等学校
- JR九州 竹下駅
- アサヒビール博多工場
- コマーシャルモール博多
- フォレオ博多
- ららぽーと福岡

### 校区が隣接する小学校
- 福岡市立東光小学校
- 福岡市立月隈小学校
- 福岡市立弥生小学校
- 福岡市立春住小学校
- 福岡市立住吉小学校
- 福岡市立宮竹小学校
- 福岡市立塩原小学校

## 校歌
1959年制定。
- 作詞：長井盛之
- 作曲：安永武一郎